# امشا
امشا (انگلیسی: Amsha) خدایی در هندوئیسم و یکی از آدیتیاها است - گروهی از خدایان آسمانی که با والدین خود کاشیاپا و آدیتی آسمان را پر می‌کنند. او یک خدای خورشیدی است.